# Sulfato de hierro(II)
El sulfato de hierro(II) es un compuesto químico iónico de fórmula (FeSO4). También llamado sulfato ferroso, caparrosa verde, vitriolo verde, vitriolo de hierro, melanterita o Szomolnokita, el sulfato de hierro(II) se encuentra casi siempre en forma de sal heptahidratada (FeSO4•7 H2O) , de  color azul-verdoso.

## Forma anhidra e hidratos
El sulfato de hierro(II) puede encontrarse en varios estados de hidratación, y varias formas de estas existen en la Naturaleza:
- FeSO4·H2O (mineral: szomolnokita)[2]
- FeSO4·4H2O
- FeSO4·5H2O (mineral: siderotilo)
- FeSO4·7H2O (mineral: melanterita)

A 90 °C, el heptahidrato pierde agua para formar el monohidrato incoloro, también llamado vitriolo verde o caparrosa.
La fórmula química de esta sal es FeSO4, la cual se origina de la reacción del hidróxido ferroso Fe(OH)2 y el ácido sulfúrico H2S04

## Obtención
En el proceso de acabado del acero antes de la galvanoplastia o el recubrimiento, la lámina, la hoja o la barra de acero se pasa a través de un baño decapante de ácido sulfúrico. Este tratamiento produce grandes cantidades de sulfato de hierro(II) como producto. 
{\displaystyle \mathrm {Fe(OH)_{2}+H_{2}SO_{4}\longrightarrow FeSO_{4}+2H_{2}O} }
Otra fuente de grandes cantidades de esta sustancia es la producción de dióxido de titanio a partir del mineral ilmenita.
Comercialmente se prepara por oxidación de la pirita, o tratando hierro con ácido sulfúrico.

## Reactividad química
- Estable en condiciones normales de uso y almacenamiento.
- En cualquiera de sus formas hidratadas, pierde agua en contacto con aire seco.
- Bajo exposición a la humedad, se oxida formando un recubrimiento marrón de sulfato de hierro(III), muy corrosivo.
- Al quemarse puede producir óxidos de azufre.
- Usar crema de manos

## Usos
El sulfato ferroso se usa para purificación de agua por coagulación y para eliminar fosfatos en las plantas de depuración municipales e industriales para prevenir la eutrofización de masas de agua superficiales.
Grandes cantidades de esta sal se usan como agente reductor, sobre todo para la reducción de cromatos en cemento.

### Nutrición
El sulfato ferroso se usa para tratar la anemia ferropénica. Efectos secundarios de esta terapia pueden incluir náuseas y molestias epigástricas después de tomar el hierro. Estos efectos pueden minimizarse si se toma antes de ir a dormir o también se puede consumir después del almuerzo, puesto que el estómago se encuentra lleno. La caparrosa se dio indiscriminadamente a personas tratadas como esclavos en los siglos XVIII y XIX con varios alimentos. El sulfato ferroso se usa también para enriquecer ciertos alimentos con hierro, por ejemplo, el preparado de trigo llamado Cheetos.

### Colorante
El sulfato ferroso se usa en la fabricación de tintas, muy especialmente tinta ferrogálica de hierro, que se usó desde la Edad Media hasta la Revolución Americana. También se usa en la coloración de la lana como mordiente.
Se usaron dos métodos diferentes, en la Inglaterra del siglo XVIII, para la aplicación directa de colorante índigo, y siguieron usándose en el siglo XIX. Uno de estos métodos, conocido como azul de China, emplea sulfato ferroso. Después de imprimir una forma insoluble de índigo sobre el tejido, el índigo se reduce a leucoíndigo en una serie de baños de sulfato ferroso (con reoxidación a índigo por el aire, entre las inmersiones).
El sulfato ferroso puede usarse también para teñir el hormigón de un color amarillento oxidado.
Los carpinteros usan disoluciones de sulfato ferroso para teñir la madera de arce con un matiz plateado.

### Otros usos
En horticultura se emplea como acondicionador del césped y para eliminar los musgos.
En la segunda mitad del siglo XIX, el sulfato ferroso se empleó como revelador fotográfico de imágenes por el proceso al colodión húmedo.
A veces se añade sulfato ferroso al agua de enfriamiento que circula a través de los tubos de latón de un condensador de turbina para que resistan la erosión y proteger el recubrimiento del interior de estos tubos.
En micología se utiliza para identificar algunas setas, por ejemplo dentro de las russulas se distingue la Russula cyanoxantha de las otras russulas que sí reaccionan con el sulfato de hierro.